# Viermund

Wappen derer von Viermund

(Von) Viermund ist der Name einer Adelsfamilie (auch Virmont, Virmond, Virmund, Viermundt, Viermündt, Viermünden, Virminne, Virmin oder Viermyn), die nach dem hessischen Ort Viermünden benannt war. Eine Linie wurde um 1500 in Westfalen und am Niederrhein ansässig.

## Geschichte
Erstmalige urkundliche Erwähnung fand das Geschlecht 1260, im Jahre 1744 starb es in männlicher Linie aus. Ab 1341 befand sich der Stammsitz der Familie in Nordenbeck. Ab 1496 entwickelte sich eine westfälische Linie der Familie in Bladenhorst (bis 27. November 1624; siehe Viermund-Bladenhorst), ab 1502 eine niederrheinische Linie in Neersen (bis 19. November 1744; siehe Viermund-Neersen). Die Herrschaft Nordenbeck und die hessischen Besitztümer gingen der Familie mit dem Aussterben der dortigen männlichen Linie 1563 vorübergehend und zum Ende des Dreißigjährigen Kriegs endgültig verloren, auch wenn sich die niederrheinischen Viermunds bis zu ihrem Aussterben 1744 immer wieder um die Zurückerlangung dieser Ländereien bemühten.

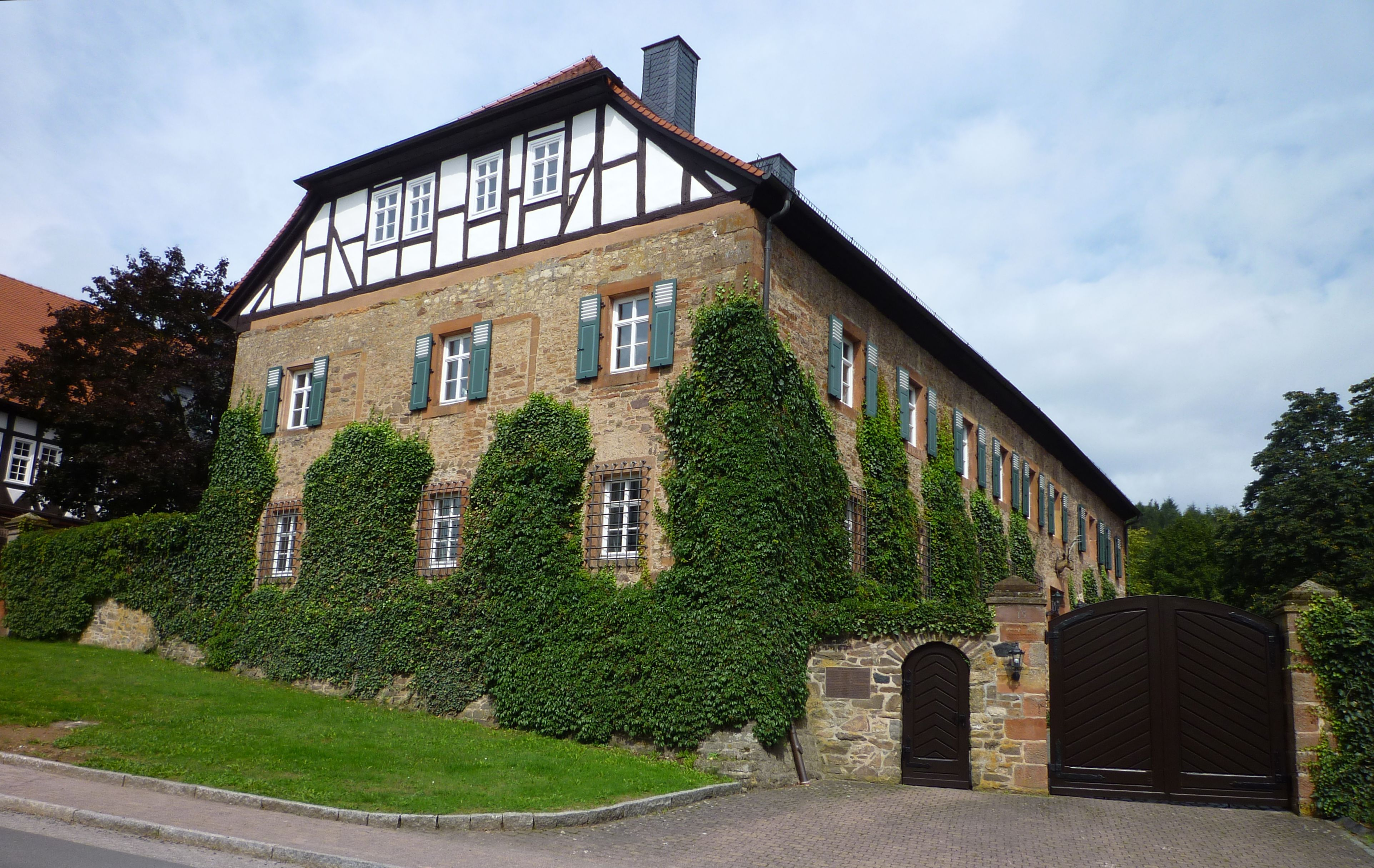
Gut Viermünden, Hessen (erbaut 1633)
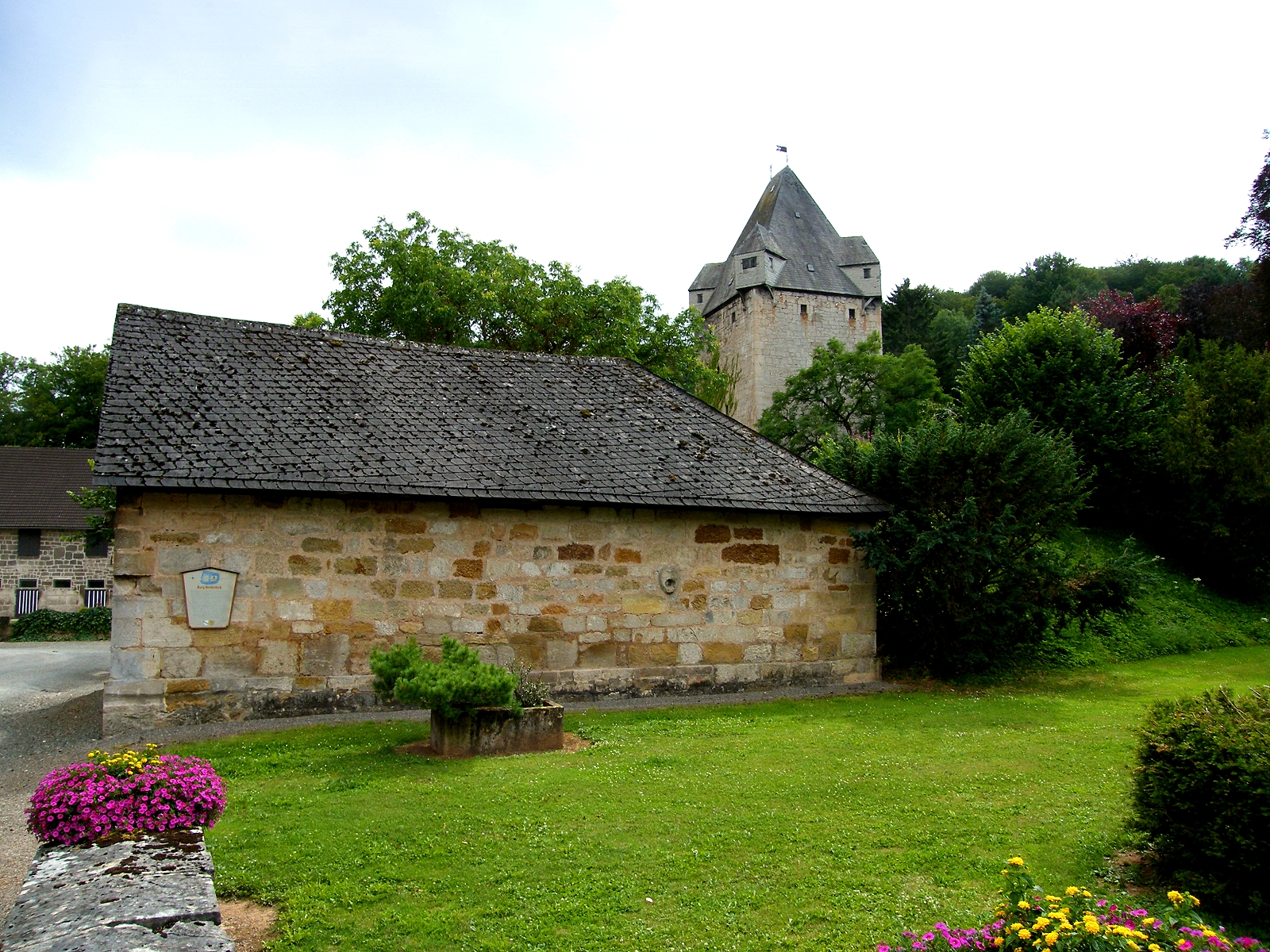
Burg Nordenbeck, Hessen
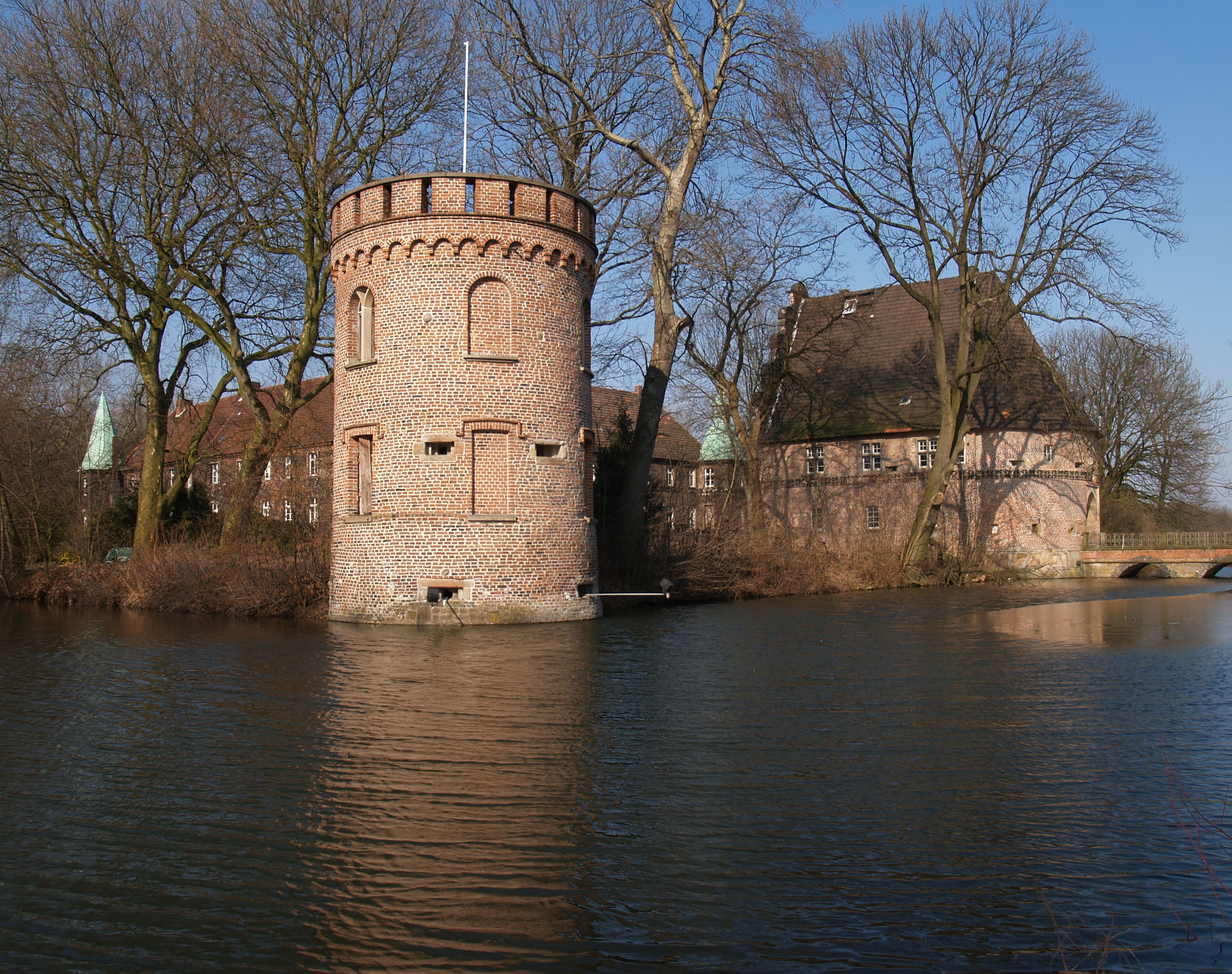
Schloss Bladenhorst, Westfalen

## Stammliste
1. Konrad I. von Viermyne († 1265)

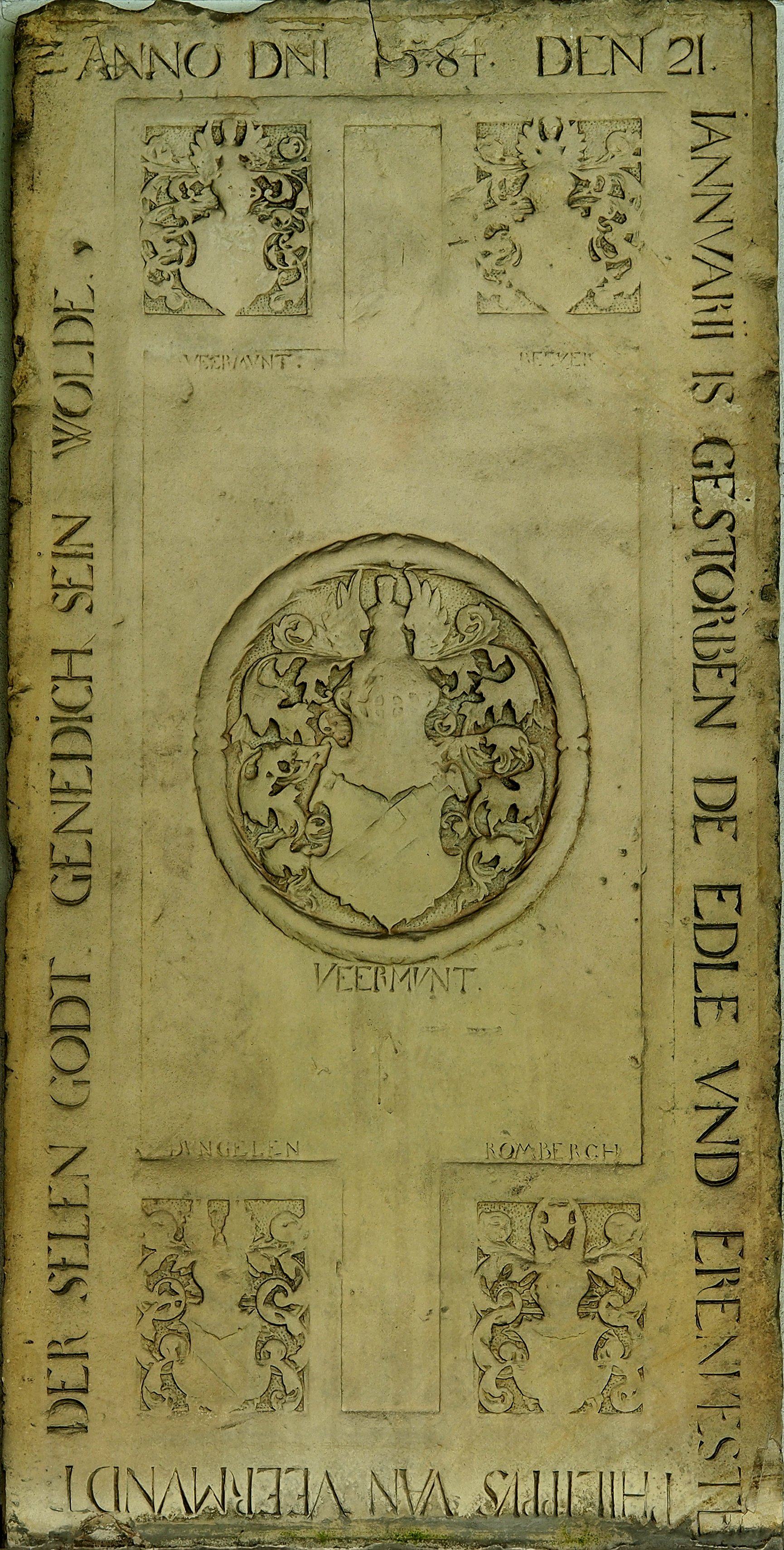
Grabstein von Philipp II. in Castrop-Rauxel

  1. Gerlach von Virminne († nach 1284)
    1. Gerlach von Viermund zu Hallenberg († um 1339), kurkölnischer Burgmann zu Hallenberg, kurmainzischer Amtmann zu Battenberg, ⚭ Juliane
      1. Konrad II. (auch Kurt) von Viermund zu Hallenberg († um 1352), Burgherr zu Hallenberg, Pfandherr zu Rengershausen, 1346 auch Herr von Nordenbeck, ⚭ 1341 Kunigunde von Nordenbeck (Tochter des Ambrosius von Nordenbeck, Herr von Nordenbeck)
        1. Ambrosius (auch Brosecke oder Broseke) von Viermund zu Nordenbeck († 1426), Herr von Nordenbeck, Burgherr zu Hallenberg, ⚭ 1349 Agnes
          1. Konrad III. (auch Kurt) von Viermund zu Nordenbeck († um 1454), ⚭ Luckarde (Lückele) von Elben[1]
            1. Konrad IV. (auch Kurt) von Viermund zu Nordenbeck († um 1493), Herr von Nordenbeck, Herr von Fürstenberg, 1456 Amtmann von Medebach (inkl. Hallenberg, Schmallenberg und Winterberg), ⚭ Margaretha von Hatzfeld zu Wildenburg
              1. Philipp I. von Viermund zu Nordenbeck und Bladenhorst (* um 1475; † 1528) 1495 Herr von Nordenbeck (½ mit Johann), Herr von Bladenhorst, Amtmann von Medebach, 1519 Herr von Mallem, Begründer der westfälischen Linie Virmond-Bladenhorst, ⚭ I) 1496 Beatrix von Düngelen zu Bladenhorst († 1514), ⚭ II) Margarethe von Schönfeld genannt Grasdorp, Witwe des Mathias von Saasen
                1. Johann I. von Viermund zu Bladenhorst (* 1498; † 1547), Herr von Bladenhorst, ⚭ 1530 Anna von Bever zu Langen († 1538)
                  1. Philipp II. von Viermund zu Bladenhorst  (* 1534; † 1584), 1548 Herr von Bladenhorst, Amtmann von Medebach, ⚭ 1567 Johanna von Oer zu Kakesbeck
                    1. Johann II. von Viermund zu Bladenhorst († 1590), 1584 Herr von Bladenhorst
                    2. Philipp Arnold von Viermund zu Bladenhorst (* 1573; † 1621), 1590 Herr von Bladenhorst, ⚭ 1602 Anna von Westerholt zu Haus Coppel
                      1. Mechthild von Viermund († 1615), Nonne

                    3. Hermann von Viermund zu Bladenhorst (* 1580; † 1624), 1621 Herr von Bladenhorst, ⚭ Elisabeth von Schade; → Linie ausgestorben
                    4. Anna Theodora (Diedrich) von Viermund (* 1579), Äbtissin des Klosters Clarenberg, ⚭ 1610 Caspar von Romberg zu Brünninghausen
                    5. Elisabeth von Viermund, ⚭ Johann von Ossenbroich zu Blitterswich und Haen († 1625), Amtmann zu Grevenbroich
                    6. Hellenberg von Viermund
                    7. Anna Maria von Viermund, ⚭ Jobst von und zu Strünkede
                    8. Agnes Helfenberg von Viermund, ⚭ Diedrich von und zu der Recke
                    9. Philipine Katharina von Viermund, ⚭ Josias von Wolmeringhausen zu Meineringhausen (um 1588; † nach 1619)
                    10. Diedrich von Viermund († vor 1624)
                    11. Klara von Viermund

                  2. Arnold von Viermund († 1592), Domherr in Münster, Herr von Hermannsberg, Amtmann von Medebach, ⚭ 1563 Anna von Spiegel zu Peckelsheim
                  3. Johann von Viermund „der Jüngere“ († 1564), Herr von Hermannsberg
                  4. Katharina von Viermund, ⚭ Diedrich von der Borch
                  5. Maria von Viermund, ⚭ Hermann Gogreve

                2. Margareta von Viermund (*/† 1499)
                3. Lutgard von Viermund (*/† 1500)
                4. Hermann von Viermund zu Nordenbeck (* 1501; † 1563), Herr von Nordenbeck, Amtmann zu Medebach, Drost zu Dringenberg, Herr von Hermannsberg, Vormund der Kinder Johanns I., ⚭ I) Theodora (Dieterike) von Büren, II) N.N.
                  1. Anna von Viermund zu Nordenbeck (* 1538; † 1599), Gräfin von Waldeck, Freifrau von Winnenberg, nach 1580 Herrin von Nordenbeck, ⚭ I) Graf Heinrich VII. von Waldeck-Wildungen (* 1531; † 1577), ⚭ II) Freiherr Cuno von Winnenberg und Beilstein († nach 1600)
                  2. Adrian von Viermund zu Nordenbeck

                5. Anna von Viermund (* 1502; † 1582), ⚭ Jobst von Hörde zu Boke († 1546), Amtmann zu Lippe, Erwitte und Westernkotten
                6. Ambrosius von Viermund (* 1503; † 1504)
                7. Franz von Viermund (* 1505; † 1508)
                8. Clara von Viermund (* 1506; † 1572), Priorin des Klosters Saarn
                9. Katharina von Viermund (* 1508; † 1597), ⚭ 1524 Hermann von der Malsburg († 1557), Marschall von Hessen
                10. Ambrosius von Viermund zu Oeding (* 1517; † 1580), 1536 Herr von Oeding und Mallem, ⚭ Friderica (Wrede) von Morrien, ⚭ II) Margaretha von Elverfeld; → Nachfahren siehe unten: Linie Virmond-Oeding

              2. Johann von Viermund zu Nordenbeck († 1510), 1495 Herr von Nordenbeck (½ mit Philipp)
              3. Ambrosius I. von Viermund zu Neersen (* 1470; † 1539), Herr von Fürstenberg, 1502 Herr von Neersen, ⚭ 1499 Agnes von Palant zu Neersen; → Nachfahren siehe unten: Linie Virmond-Neersen
              4. Katharina von Viermund, ⚭ Raban von und zu Canstein
              5. Hermann von Viermund († nach 1521)
              6. Andreas von Viermund
              7. Konrad von Viermund

            2. Bruno von Virmyn
            3. Lückele von Virmyn
            4. Katharina von Viermund, ⚭ Volmar von Brenken
            5.  ? Wilhelm von Viermund, ⚭ 1470 Christine von Elben aus Waldeck, Pfandherrin von Oeding

          2. Agnes, ⚭ Heidenreich Schenk zu Schweinsberg (* 1383; † nach 1449), Herr von Lichtenfels

### Linie Virmond-Neersen

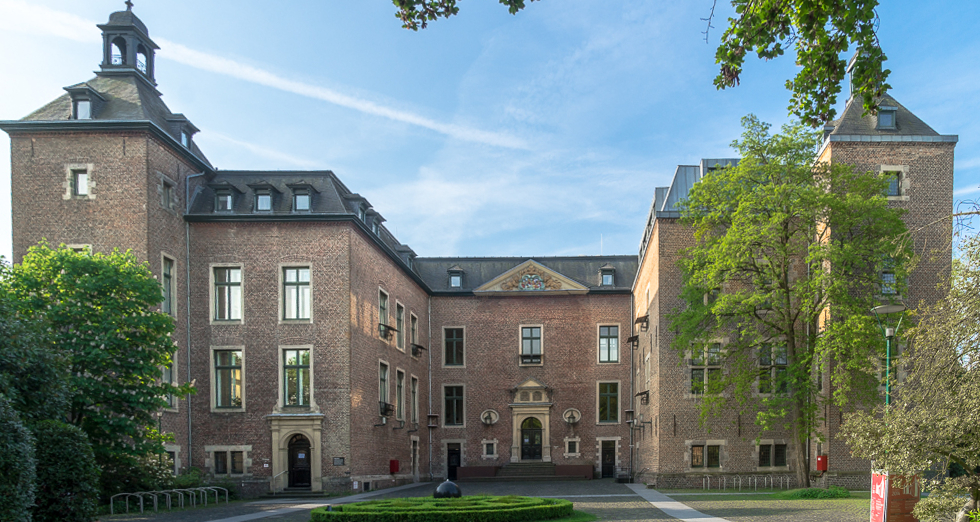
Schloss Neersen, Niederrhein

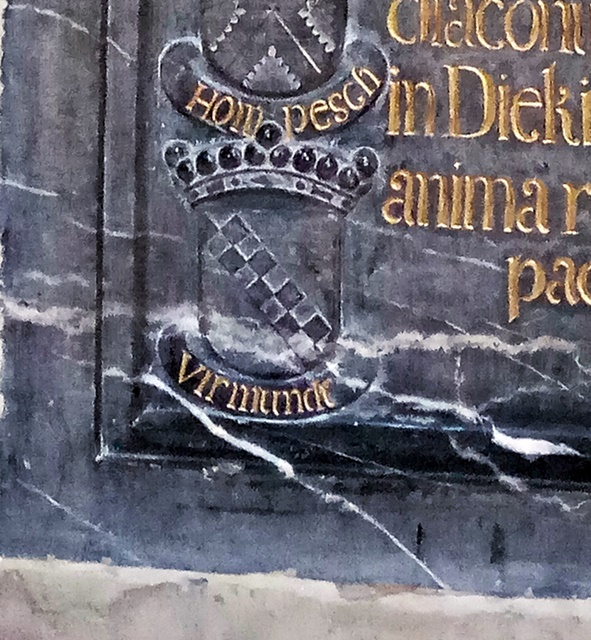
Ahnenwappen Viermund, vom Epitaph des Domherrn Johann Wilhelm von Gymnich († 1682), Liebfrauenkirche Trier

1. Ambrosius I. von Viermund zu Neersen (* 1470; † 1539), Herr von Fürstenberg, 1502 Erbvogt von Neersen, Begründer des niederrheinischen Linie Virmond-Neersen, ⚭ 1499 Agnes von Palant zu Neersen; → Vorfahren siehe oben
  1. Johann I. von Viermund zu Neersen (* um 1510; † 1572), 1540 Erbvogt von Neersen, ⚭ I) Katharina Scheiffart von Merode († nach 1548), ⚭ II) A. von Brembt, ⚭ III) Eva von Hatzfeld
    1. Ambrosius (II.) von Viermund zu Neersen (* um 1550; † 1588), 1572 Herr von Neersen, ⚭ I) Barbara von Bernsau, ⚭ II) Alvara von Quadt zu Wickrath
      1. (3 weitere Söhne, † jung)
      2. Hans Adolf von Viermund zu Neersen († vor 1602)
      3. Ambrosius von Viermund zu Neersen († vor 1602)
      4. Friedrich Arnold von Viermund zu Neersen († vor 1602)
      5. Johann Adrian von Viermund zu Neersen († vor 1602)
      6. Odilia von Viermund zu Neersen
      7. Johann (II.) von Viermund zu Neersen (* 1588; † 1632), 1611 Herr von Neersen, ab 1621 Freiherr, ab 1629 auch Herr von Nordenbeck, ⚭ 1612 Johanna Maria von Flodorf zu Leuth und Reichholt
        1. Adrian Wilhelm von Viermund zu Neersen (* 1613; † 1681), 1632 Freiherr von Neersen, ⚭ I) 1639 Johanna Katharina von Bongardt († nach 1652), ⚭ II) 1662 Maria von der Horst
          1. Johanna Alvera Alberta, ⚭ Jost Max von der Reuen
          2. Johanna Katharina Elisabeth, ⚭ Otto Heinrich Freiherr Kolff von Vettelhofen
          3. Ambrosius Adrian von Viermund zu Neersen (* 1640; † 1688), 1681 Freiherr von Neersen, ⚭ Johanna Margaretha von Spee zu Altenhof
            1. Ambrosius Franz von Virmont zu Neersen (* 1682 oder 1684; † 1744), 1689 Freiherr zu Neersen, ab 1706 Reichsgraf zu Neersen, ab 1732 Reichskammerrichter in Wetzlar, ab 1734 auch Graf zu Bretzenheim, ⚭ I) 1705 Magdalena Wilhelmina von Bentheim-Tecklenburg-Steinfurt (* 1687; † 1727), ⚭ II) 1741 Maria Elisabeth von Nesselrode-Landscron; → Linie ausgestorben
              1. Maria Isabella Augusta Ernestine von Virmont zu Neersen (* 1706; † 1728)
              2. Joseph Damian Max von Virmont zu Neersen (* 1707; † 1730), kurkölnischer Hofbeamter
              3. Johann Ludwig von Virmont zu Neersen (* 1710; † 1714)
              4. Violanta von Virmont zu Neersen († 1714)

          4. Maria Ambrosiana Clara Alvara von Viermund zu Neersen, ⚭ Constans Erasmus Bertram von Nesselrode zu Hugenpoet
          5. Maria Emerentia Clara Sofia von Viermund zu Neersen († 1714), ⚭  Jobst Edmund Franz Christoph von Reuschenberg zu Setterich
          6. Karl Kaspar von Viermund zu Neersen (⚔ 1690), kaiserlicher Offizier
          7. Damian Hugo von Virmont zu Neersen (* 1666; † 1722), Freiherr, kaiserlicher General und Diplomat, ab 1706 Reichsgraf, ⚭ I) Johanna Petronella von Nesselrode-Reichenstein († 1698), ⚭ II) Maria Elisabeth von Bourscheidt-Burgbrohl († 1753)
            1. Franz Adrian von Virmont (⚔ 1716), kaiserlicher Offizier
            2. Maria Ludovica von Virmont, ⚭ 1720 Graf Johann Hermann Franz von Nesselrode-Landscron (* 1671; † 1751)
            3. Maria Anna von Virmont († 1731), ⚭ Graf Anton Cornisicius von Uhlfeld (* 1699; † 1769)

          8. Maria Ambrosia Alvara von Viermund zu Neersen, ⚭ Constans Erasmus von Nesselrode zu Hugenpoet

        2. Ambrosius von Viermund zu Neersen († 1684), Deutschordenskomtur
        3. Philipp Bernhard von Viermund zu Neersen (* 1617; † 1639), Domherr in Münster
        4. Alvera von Viermund zu Neersen (* 1617; † 1649), Klostergründerin, Priorin von Jülich
        5. Obilia von Viermund zu Neersen († nach 1649), Priorin von Jülich
        6. Katharina Maria Antonia von Viermund zu Neersen, ⚭ Jost Edmund von Reuschenberg zu Setterich

    2. Agnes von Viermund, ⚭ I) Wilhelm Rossum zu Wylich, ⚭ II) Johann von Efferen
    3. Johann von Viermund († 1576), Erbvogt von Uerdingen, ⚭ Katharina von Efferen gen. Hall
      1. Elise von Viermund, ⚭ Johann von Brembt, Amtmann von Oedt

    4. Friedrich von Viermund
    5. Stephan von Viermund
    6. Gottfried von Viermund, ⚭ I) Helwig von Hundt, ⚭ II) Maria von Ilbeck
    7. Katharina von Viermund, ⚭ I) Philipp von Holz, ⚭ II) Goddart Schluch von Niederhoven
    8. Maria von Viermund, ⚭ Sybel von Heistern
    9. Margareta von Viermund, ⚭ Schleich von der Horst

  2. Barbara von Viermund († um 1565), ⚭ 1524 Roeleman von Bylandt-Halt-Spaldrop (* um 1508; † um 1558)
  3. Anna von Viermund, ⚭ Adrian von Bylandt-Rheydt (* 1503; † 1549), Drost zu Heinsberg
  4. Klara von Viermund
  5. Margaretha von Viermund

### Linie Virmond-Oeding

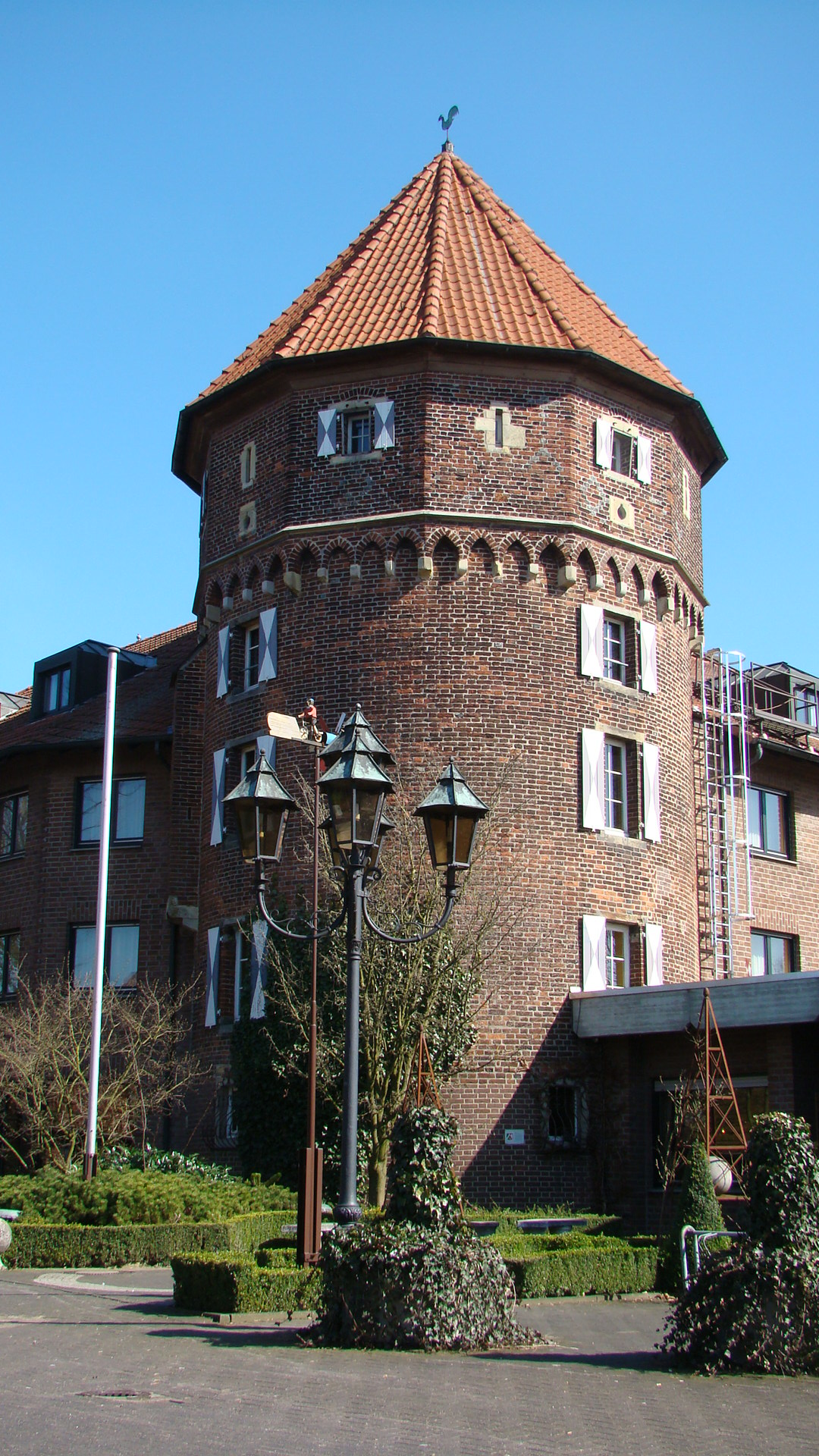
Burgturm von Haus Oeding, Westfalen

1. Ambrosius von Viermund zu Oeding (* 1517; † 1580), 1536 Herr von Oeding und Mallem, ⚭ I) 1536 Friderica (Wrede) von Morrien zu Ottenstein und Horstmar (* 1536; † 1556), ⚭ II) 1564 Margaretha von Elverfeld (* 1516; † 1593); → Vorfahren siehe oben
  1. Agnes von Viermund, ⚭ Theodor von Morrien
  2. Bernhard von Viermund († 1587)
  3. Dietrich von Viermund († 1614), 1581 Herr von Oeding und Mallem, ⚭ I) Cecilia von dem Berge, ⚭ II) Marcella Kaiser
    1. Conrad von Viermund, ⚭ I) Anna von der Hoven gen. Pampus, ⚭ II) Margaretha von der Hoevelich
      1. Odilia von Viermund († 1632), ⚭ vor 1608 Carl Huisken († 1635)
      2. Friedrich von Viermund († 1642), ⚭ Maria Rorichs
        1. Anna Gertrud von Viermund, ⚭ Johann Holthausen
        2. Elisabeth von Viermund, ⚭ Godfried Ningelien
        3. Christine von Viermund, ⚭ Gerhard Rensing
        4. Johann Conrad von Viermund, ⚭ Johanna Freischbachs
          1. (Franziska) Maria Katharina von Viermund († 1733), ⚭  Johann Ivar von Kaas (* 1644)
          2. Anna Margarethe von Viermund (* 1650), ⚭ Wolfgang von Wittmann

        5. Albert Mathias von Viermund
        6. Maria von Viermund, ⚭ Johann Conrad Godfried von Lommessem

      3. Agnes von Viermund, ⚭ Godfried Schmitz
      4. Maria von Viermund, ⚭ Sibert von Heister
      5. Margaretha von Viermund, ⚭ Heinrich von Leyen

    2. Ambrosius von Viermund
    3. Friederike von Viermund (1575–1617), ⚭ 1601 Ludolf Konrad von Keppel zu Westerholt (1570–1654), Herr von Oeding und Mallem
    4. Helene von Viermund, ⚭ Levin von Plettenberg
    5. Elisabeth von Viermund

  4. Clara Elise von Viermund, ⚭ Heinrich von Linteloe-Walfert
  5. Ursula von Viermund
  6. Katharina von Viermund
  7. Margareta von Viermund, ⚭ Heinrich von Kerckerinck
  8. Isabella von Viermund, ⚭ Arndt von Linteloe-Walfert
  9. Mechtilde von Viermund, ⚭ Otto von Wolmeringhausen zu Meineringhausen (1538–1591)
  10. Anna von Viermund (1546–1602), Herrin von Oldenhus gen. Grasdorf, ⚭ 1568 Johan Ripperda (1540–1591), Herr von Weldam und Goor
    1. (Anna Hilaria Ripperda zu Oeding (1578–1658), ⚭ nach 1617 Ludolf Konrad von Keppel zu Westerholt (1570–1654), Herr von Oeding und Mallem)

## Wappen
Wappenbeschreibung: In Silber ein schwarz-golden geschachter Schrägrechtsbalken; auf dem Helm zwischen einem silbernen, mit dem geschachten Schrägbalken gezeichneten Flug der Rumpf einer Mohrin mit weißer Kopfbinde; die Decken sind schwarz-silbern.

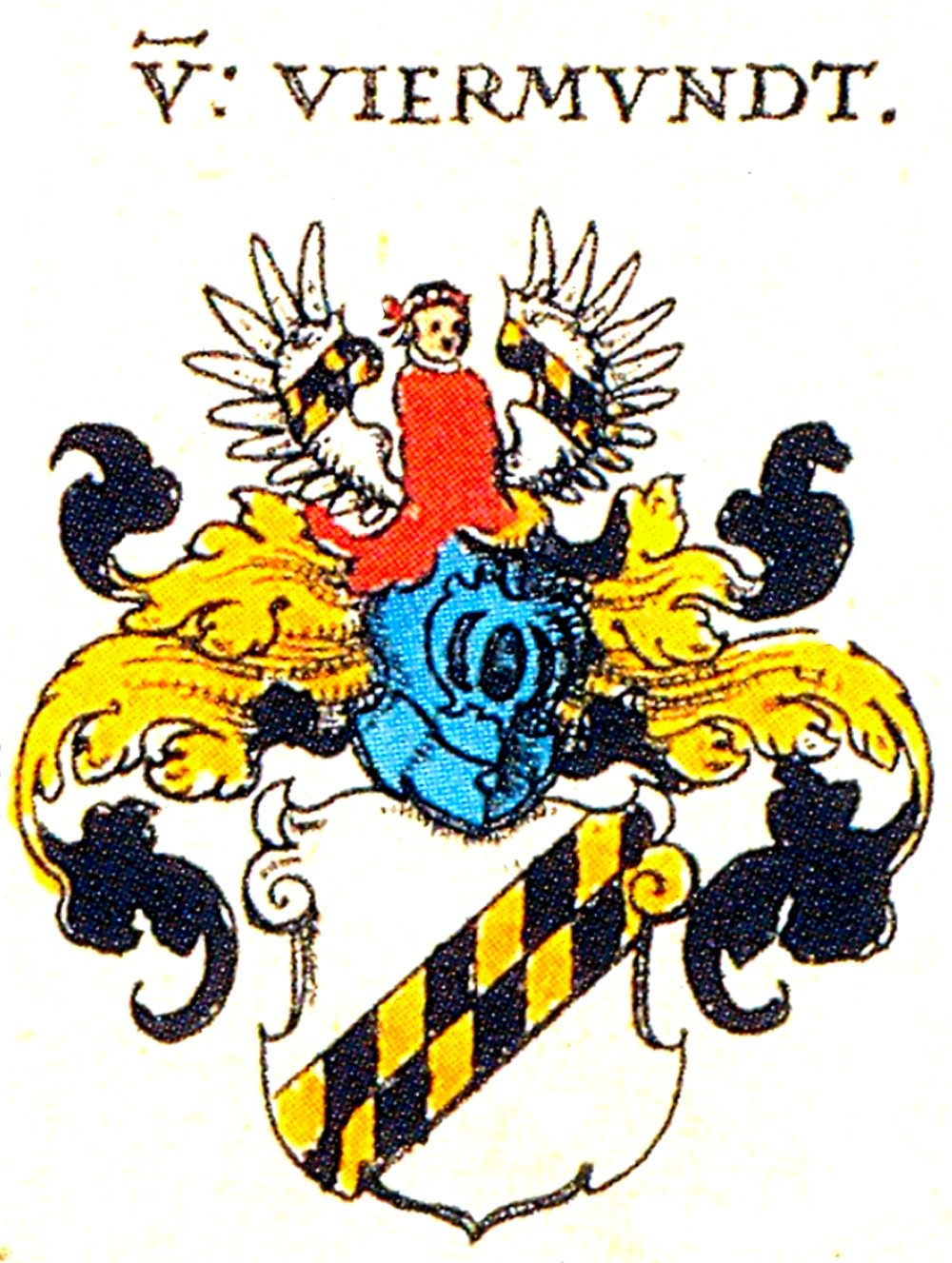
Stammwappen derer von Viermundt in Siebmachers Wappenbuch 1605 (spiegelverkehrt)
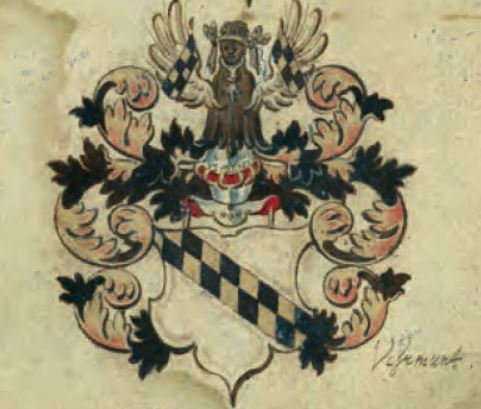
Wappen derer von Viermund (1639)
Stammwappen derer von Viermund (Wappenbuch des Westfälischen Adels 1901)
Wappen der Freiherren von Viermund-Neersen (Wappenbuch des Westfälischen Adels 1901)
Wappen der Grafen von Viermund-Neersen (Wappenbuch des Westfälischen Adels 1901)

Die Helmfigur eines Mohren bzw. einer Mohrin bezieht sich auf die Legende von einem historischen Vorfahren Carolus de Viermynne, einen Ritter aus Viermünden, der Anfang des 13. Jahrhunderts in Südfrankreich gegen die Albigenser und in Spanien gegen die Mauren kämpfte und dort Theodolinda, die Tochter eines maurischen Fürsten, heiratete.

## Adelssitze der Familie Viermund
- Viermünden, Sitz der Familie „in alter Zeit“
- Hallenberg, vor 1264 bis 1368
- Nordenbeck, 1368 bis 1587
- Hermannsberg, bei Viermünden, 1524 bis 1580
- Medebach, um 1456 bis 1587
- Elkeringhausen, 1560 bis 1592
- Bladenhorst, 1496 bis 1624
- Oeding, um 1470 bis ca. 1614
- Mallem, im Gelderland, heutige Niederlande, 1519 bis ca. 1614
- Neersen, 1502 bis 1744